# Ceawlin
Ceawlin (auch Ceaulin, Caelin; † ca. 593) war von 560 bis 591/593 oder von 581 bis 588 König der Gewissæ, einer Volksgruppe, die im 7. Jahrhundert als „Westsachsen“ das angelsächsische Königreich Wessex bildete.

Im Eintrag des Jahres 827 (829) der Angelsächsischen Chronik, der wiederum auf Angaben in Bedas Historia ecclesiastica gentis Anglorum II,5 beruht, wird er als zweiter Bretwalda bezeichnet.

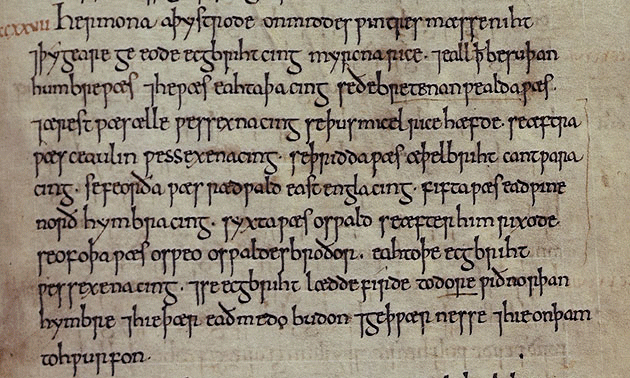
Das Manuskript C der Angelsächsischen Chronik nennt „Ceaulin“ (Zeile 5) als zweiten Bretwalda